# Heißer Draht ins Jenseits
Heißer Draht ins Jenseits (ungarisch Üzenet a jövőből – A Mézga család különös kalandjai) ist eine ungarische Zeichentrickserie mit 13 Folgen aus dem Jahr 1970. Die Serie entstand im Pannónia Filmstúdió in Budapest unter der Regie von József Nepp.

## Inhalt
Durch Zufall kann Herr Géza Mézga aus Budapest mit einem durch den jungen, aber technisch hochbegabten Sohn Adolar umgebauten alten Radioempfänger Kontakt zu ihrem entfernten Urenkel MZ/X (von Géza „Krümel“ genannt), der im 30. Jahrhundert lebt, herstellen. Fortan nimmt Géza Kontakt mit Krümel auf, wenn Missstände im Haushalt zu beklagen sind. Beispielsweise springt das Auto nicht an oder eine Familienfeier steht an und es ist unter Zeitdruck kein festtaugliches Essen zu bekommen.
Die Entwicklung der Handlung beruht im Wesentlichen auf Missverständnissen zwischen Mézga und Krümel: So schickt Krümel per Lichtpost stets eine futuristische Version des Objektes in der Ausführung, von der er annimmt, es sei der benötigte Gegenstand – was immer nur sehr ungefähr zutrifft, weil Mézga sich zum einen umständlich ausdrückt und Krümel sich zum anderen nur schwer in die Bedürfnisse des 20. Jahrhunderts hineindenken kann. Weiterhin kommt er nie dazu, eine Anleitung beizufügen oder Mézga im Gebrauch zu unterweisen, da der Kontakt aus immer anderen Gründen stets vorzeitig abbricht.
Familie Mézga probiert dann erzwungenermaßen den Gegenstand aus, ohne zu wissen, wie er richtig funktioniert und stets unter Zeitdruck stehend, weil immer ein konkretes Problem kurzfristig zu lösen ist. So fehlt stets die Zeit, um sich eingehend mit der neuen Technik zu beschäftigen und folglich wird diese aus Unkenntnis stets falsch verwendet, sodass schließlich das Chaos deutlich größer ist als zuvor.
So wird bei Krümel etwa ein Haushaltsroboter bestellt, welcher die Wohnung putzen und aufräumen soll. Da dies schnell geschehen muss, kann Vater Mézga sich nur oberflächlich mit dem Gerät beschäftigen und kennt die Befehlssprache nicht und muss (wie in allen Folgen) experimentieren. Wie immer geht das schlecht aus und so ist es nicht verwunderlich, dass der Roboter das Geschirr an die Wand wirft, statt es zu putzen, und schließlich die Wände einreißt, weil Mézga einen Befehl gegeben hat, den das Gerät anders interpretiert, als er gemeint war.
Am Ende einer Folge muss Familie Mézga oft vor erbosten Mitmenschen die Flucht ergreifen, etwa, als das Familienauto mit hypermodernem Motor in eine Hochzeitsgesellschaft rast, weil keiner weiß, wie man das Fahrzeug, welches mit Technik aus dem 30. Jahrhundert ausgestattet ist, stoppen kann oder das Ungeziefer in Mézgas Supertreibhaus proportional mit den Früchten wächst und schließlich benachbarte Gärten überfällt und deren Besitzer terrorisiert.
Stets wiederkehrende Gags bestanden darin, dass sich zum einen der aus der Zukunft verschickte Gegenstand stets auf dem Fensterbrett materialisiert, weswegen regelmäßig eine neue Scheibe benötigt wird, und zum anderen Krümel einen komprimierten Sprach-Dialekt benutzt, den nur Adolar korrekt übersetzen kann, wofür er sich von seinem Vater bezahlen lässt. Zudem beklagt sich Mutter Paula am Ende jeder Folge darüber, einst nicht ihren Verehrer Pisti Hufnagel geheiratet zu haben.
Wiederkehrende Nebenfiguren sind besonders der meist schlecht gelaunte Nachbar Dr. Máris, meist ebenfalls Leidtragender ihrer Aktionen, sowie gelegentlich Géza's Direktor und die Verwandten Onkel Ózkar und Tante Józka, die als Gäste geladen das Gleiche erleben.
In der letzten Folge weiht Vater Géza erstmalig seine Frau in die Existenz von Krümel ein, von dem bisher nur Géza und Adolar wussten, worauf sie sich von ihrem Nachkommen ein futuristisches Haus wünscht. Als dieses am Ende der Folge durch eine Fehlfunktion wild zu rotieren beginnt, wird der Radioempfänger zerstört, sodass die Mézgas Krümel nicht mehr kontaktieren können.

## Hintergrund
Das Farbfernsehen begann in Ungarn am 5. April 1969. Obwohl also zum Zeitpunkt der Arbeiten an der Serie die Einführung des Farbfernsehens noch bevorstand, wurde sie bereits in Farbe produziert.
Neben Ungarn und der DDR wurde die Serie auch in Bulgarien, Italien und in der ČSSR – mit unterschiedlichen Fassungen für tschechische und slowakische Zuschauer – ausgestrahlt.
Die Musik der Serie stammt von Tamás Deák. In der Folge Mit Überschall zur Hochzeit ist dessen Titel „Vízisí“ (Wasserski) zu hören. Dieser Titel wurde später – in gekürzter Fassung – als Titelmelodie der Zeichentrickserie Hase und Wolf verwendet und gelangte darüber zu internationaler Popularität.

## Episoden
| Nr. | Deutscher Titel             | Originaltitel | Erstausstrahlung Ungarn | Deutschsprachige Erstausstrahlung (DDR) |
| --- | --------------------------- | ------------- | ----------------------- | --------------------------------------- |
| 1   | Service per Lichtpost       | Távszervíz    | 11. Jan. 1970           | unbekannt                               |
| 2   | Delikatessen                | A Csodabogyó  | 29. März 1970           | unbekannt                               |
| 3   | Mit Überschall zur Hochzeit | Autó-tortúra  | 18. Jan. 1970           | unbekannt                               |
| 4   | Hilfe, Roboter              | Robotdirektor | 25. Jan. 1970           | unbekannt                               |
| 5   | Wunschwettergenerator       | Memumo        | 22. März 1970           | unbekannt                               |
| 6   | Feuerwasserplanet           | Im-bolygó     | 22. Feb. 1970           | unbekannt                               |
| 7   | Allzu schlau ist ungesund   | Agy-gyanta    | 1. März 1970            | unbekannt                               |
| 8   | Zeitversetzer               | Időkibővítő   | 15. März 1970           | unbekannt                               |
| 9   | Der Willenskraftverstärker  | Akerkiter     | 15. Feb. 1970           | unbekannt                               |
| 10  | Ein Supertreibhaus          | Góliát-fólia  | 8. März 1970            | unbekannt                               |
| 11  | Unsichtbare Halbheiten      | Láthatatlanok | 8. Feb. 1970            | unbekannt                               |
| 12  | Beat im Rinderstall         | Alfa-beat-a   | 1. Feb. 1970            | unbekannt                               |
| 13  | Das Haus ihrer Träume       | Mag-lak       | 5. Apr. 1970            | unbekannt                               |

## Fernsehfassung und DVD-Fassung
Die DDR-Fernsehfassung war leicht gekürzt. Die DVD-Ausgabe von Icestorm Entertainment enthält die vollständige Fassung, wobei die in der DDR-Synchronisation fehlenden nicht synchronisierten Szenen in ungarischer Sprache eingefügt wurden und mit deutschen Untertiteln versehen sind.

## Nachfolgeprojekte
Mehrere Jahre später wurde eine weitere Serie unter dem Namen Adolars phantastische Abenteuer produziert, welche in deutscher Synchronisation vorliegt und ebenfalls auf DVD erhältlich ist. Nach dieser wurde noch die Serie Vakáción a Mézga család (Die Familie Mézga auf Urlaub) produziert, die im westdeutschen Fernsehen als Die Abenteuer der Familie Metzger erstmals 1985 ausgestrahlt wurde. Von der vierten Serie Familie Mézga und die Computer (Arbeitstitel) sind erst zwei Folgen fertiggestellt.